# حسني البوسعيدي
حسني عبيد خدوم البوسعيدي (5 يونيو 1993) هو لاعب كرة قدم عماني يلعب لنادي السيب في الدوري العماني للمحترفين.

## مهنة دولية
ظهر لأول مرة مع منتخب عُمان في 8 ديسمبر 2012 ضد لبنان في بطولة اتحاد غرب آسيا 2012. ومثل المنتخب الوطني في تصفيات كأس العالم 2014.

## روابط خارجية
- حسني البوسعيدي على موقع قاعدة بيانات كرة القدم.إي يو (الإنجليزية)
- حسني البوسعيدي على موقع ناشيونال فوتبول تيمز (الإنجليزية)
- حسني البوسعيدي على موقع Soccerway.com (الإنجليزية)
- حسني البوسعيدي على موقع كووورة